# Tavrou
Tavrou (in greco Ταύρου?, Tavrou; in turco: Pamuklu) anche storicamente Ταύρος ("Tavros") è un villaggio della penisola del Karpas nel nord dell'isola mediterranea di Cipro. Esso è appartenente de iure al distretto di Famagosta di Cipro, mentre de facto si trova nel distretto di İskele della Repubblica Turca di Cipro del Nord. Prima del 1974 il villaggio era abitato da greci ciprioti.
Tavrou nel 2011 aveva una popolazione di 280 abitanti.

## Geografia fisica
Tavrou si trova nella penisola del Karpas, 1 km a nord di Bafra.

## Origini del nome
Tavros significa "toro" in greco. Nel 1975, i turco-ciprioti ribattezzarono il villaggio Pamuklu, che significa "luogo con il cotone" o "fatto di cotone".

## Società

### Evoluzione demografica
Pamuklu era abitata da greci ciprioti prima dell'occupazione del 1974 di Cipro del Nord da parte delle forze turche. Il censimento del 1960 contava 311 greci ciprioti e un turco cipriota, nel 1973 c'erano 323 greci ciprioti. La maggior parte di essi fuggi' nel sud dell'isola dopo l'invasione. Quarantasette persone tentarono di rimanere nel villaggio e vi rimasero confinate fino all'agosto del 1976, quando furono trasferite nella parte meridionale della linea verde.
Oggi Pamuklu è abitata da turchi che  nel 1976 e 1977 sono emigrati sull'isola dal continente turco, in particolare da Giresun, Altınordu e Yozgat. Nel 1978, a Pamuklu c'erano 206 turchi ciprioti, diventati 280 nel 2011.

## Monumenti e luoghi di Interesse

### Architetture religiose

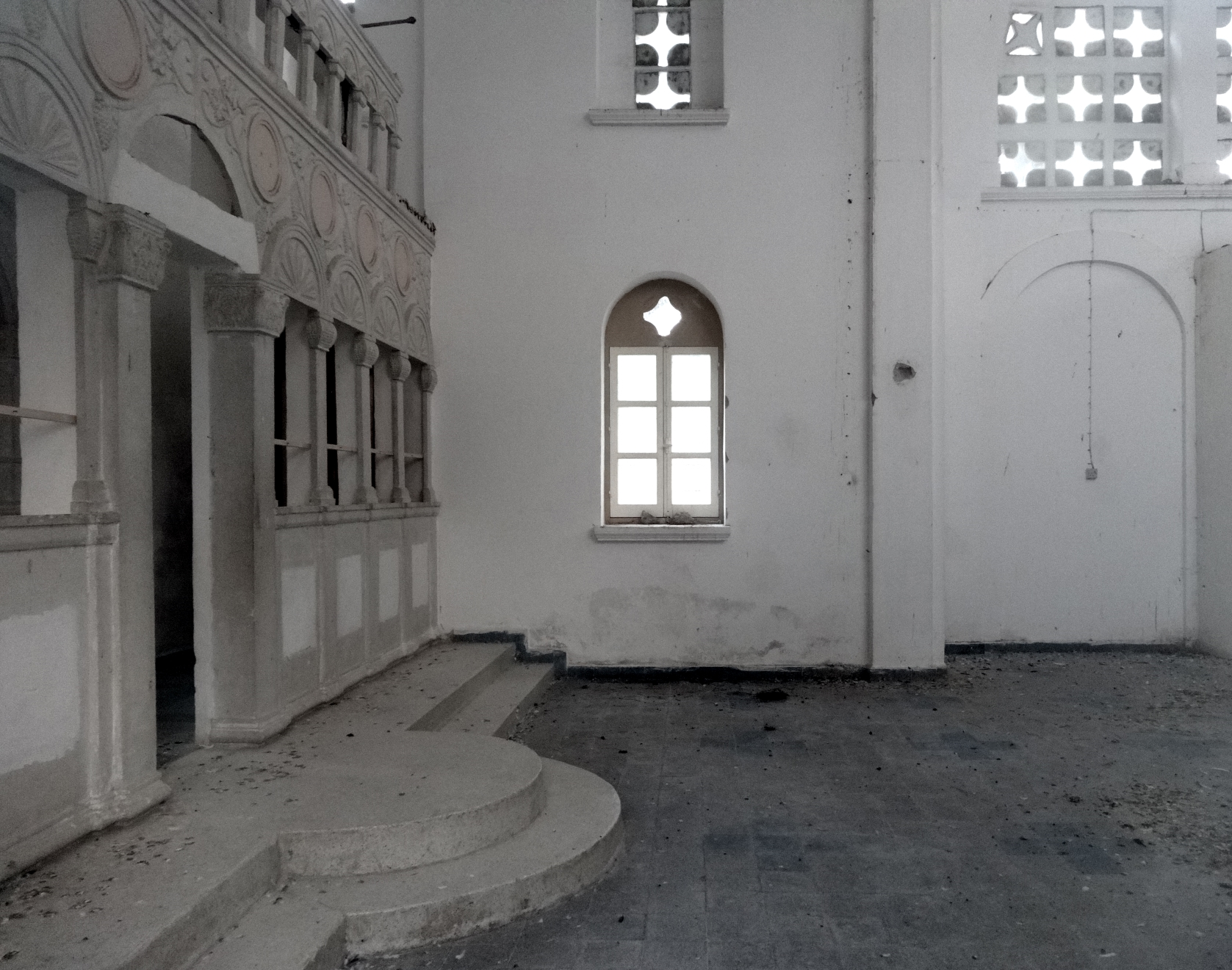
L'interno di Agios Sergios

La chiesa locale di Agios Sergios, eretta nel XIX secolo, è stata inizialmente usata come moschea, ma è stata abbandonata dal 2010, poiché una nuova moschea è stata costruita proprio accanto ad essa. Questo la rende una delle 20 chiese del nord che sono state convertite in moschee e sono ora senza funzione religiosa.